# فایسر اف‌آی۲۵۳
فایسر اف‌آی۲۵۳ (به انگلیسی: Fieseler_Fi_253) یک هواگرد ملخ‌پیشین تک‌موتوره از نوع ورزشی ساخت شرکت Fieseler است. هواگرد فایسر اف‌آی۲۵۳ نخستین پروازش را در ۴ نوامبر ۱۹۳۷ میلادی انجام داد. در مجموع، تعداد ۶ فروند از این هواگرد ساخته شده‌است.